# Communauté de communes du Pays d'Alésia et de la Seine
La Communauté de communes du Pays d'Alésia et de la Seine (COPAS) est une communauté de communes française, située dans le département de la Côte-d'Or et la région Bourgogne-Franche-Comté.

## Histoire
La communauté de communes a vu le jour en 2004, entraînant la suppression du syndicat intercommunal à vocation multiple (SIVOM) existant.

## Administration
Président :
- Patrick Molinoz (PRG), Maire de Venarey-les-Laumes

Vice-Présidents :
- Amandine Monard, Maire de Alise Sainte-Reine
- Florence Delarue, Maire de Salmaise
- Jean-Marc Rigaud, Maire de Pouillenay
- Dominique Bondivena, Maire de Flavigny-sur-Ozerain
- Eric Pautras, Conseiller délégué, commune de Venarey-les-Laumes,
- Laurent Roze, Conseiller délégué, commune de Venarey-Les Laumes

## Composition
La communauté de communes est composée des 24 communes suivantes :

| Nom                        | Code Insee | Gentilé     | Superficie (km2) | Population (dernière pop. légale) | Densité (hab./km2) |
| -------------------------- | ---------- | ----------- | ---------------- | --------------------------------- | ------------------ |
| Venarey-les-Laumes (siège) | 21663      | Laumois     | 10,23            | 2 758 (2022)                      | 270                |
| Alise-Sainte-Reine         | 21008      | Alisiens    | 3,83             | 568 (2022)                        | 148                |
| Boux-sous-Salmaise         | 21098      | Bouxois     | 14,64            | 125 (2022)                        | 8,5                |
| Bussy-le-Grand             | 21122      | Bussynois   | 29,69            | 306 (2022)                        | 10                 |
| Charencey                  | 21144      |             | 4,84             | 37 (2022)                         | 7,6                |
| Corpoyer-la-Chapelle       | 21197      |             | 4,16             | 37 (2022)                         | 8,9                |
| Darcey                     | 21226      |             | 18,91            | 332 (2022)                        | 18                 |
| Flavigny-sur-Ozerain       | 21271      | Flavigniens | 27,79            | 274 (2022)                        | 9,9                |
| Frôlois                    | 21288      |             | 34,77            | 164 (2022)                        | 4,7                |
| Gissey-sous-Flavigny       | 21299      |             | 10,29            | 93 (2022)                         | 9                  |
| Grésigny-Sainte-Reine      | 21307      |             | 7,06             | 147 (2022)                        | 21                 |
| Grignon                    | 21308      | Grignolains | 11,68            | 191 (2022)                        | 16                 |
| Hauteroche                 | 21314      |             | 13,28            | 77 (2022)                         | 5,8                |
| Jailly-les-Moulins         | 21321      |             | 9,29             | 76 (2022)                         | 8,2                |
| Marigny-le-Cahouët         | 21386      |             | 19,28            | 312 (2022)                        | 16                 |
| Ménétreux-le-Pitois        | 21404      | Ménétriers  | 6,62             | 393 (2022)                        | 59                 |
| Mussy-la-Fosse             | 21448      |             | 4,45             | 95 (2022)                         | 21                 |
| Pouillenay                 | 21500      |             | 15,04            | 589 (2022)                        | 39                 |
| La Roche-Vanneau           | 21528      |             | 13,19            | 137 (2022)                        | 10                 |
| Salmaise                   | 21580      | Salmaisiens | 13,12            | 128 (2022)                        | 9,8                |
| Source-Seine               | 21084      |             | 16,42            | 60 (2022)                         | 3,7                |
| Thenissey                  | 21627      |             | 10,25            | 91 (2022)                         | 8,9                |
| Verrey-sous-Salmaise       | 21670      |             | 8,21             | 302 (2022)                        | 37                 |
| La Villeneuve-les-Convers  | 21695      |             | 8,88             | 60 (2022)                         | 6,8                |

## Démographie
| 1968  | 1975  | 1982  | 1990  | 1999  | 2006  | 2011  | 2016  |
| ----- | ----- | ----- | ----- | ----- | ----- | ----- | ----- |
| 9 381 | 8 676 | 8 613 | 8 580 | 8 072 | 7 816 | 7 719 | 7 610 |